# Cavaglietto
Cavaglietto (Cavajet in piemontese) è un comune italiano di 388 abitanti della provincia di Novara in Piemonte.

## Geografia Fisica

### Territorio
Il comune si trova a circa 24 km a nord-ovest del capoluogo - nel cosiddetto medio novarese, a sud dell'area denominata alto piemonte.
Il territorio è prevalentemente pianeggiante, delimitato a ovest dalle colline novaresi (di cui si trova ai piedi), ad est dallo snodarsi dell'Agogna.
La frazione meridionale dell'alto piemonte è caratterizzata da terreni poco compatti, ghiaiosi, soggetti a infiltrazioni di acqua piovana, molto ricchi di ferro e magnesio.
I suoli sono morenico alluvionali, più limoso-argillosi nella parte bassa delle colline novaresi in cui si trova la cittadina.

### Clima
I venti freddi che scendono dal Monte Rosa e dalle Alpi determinano forti escursioni termiche tra il giorno e la notte.

## Storia

### Dalle Origini al Medioevo
In base i reperti archeologici rinvenuti sul territorio sembrerebbe possibile affermare che la storia di Cavaglietto risalga all’epoca romana.
Tra il 1092 e 1093 un numeroso gruppo famigliare di nobili di legge longobarda donarono all’abbazia di Cluny la chiesa e il castello del villaggio allora detto di Cavaglio Mediano (coincidente oggi con la Cascina Monastero), dotato di un fossato e fortificazioni. Fu in origine cella monastica femminile collegata con la fondazione cluniacense di Castelletto Monastero.
Dalla fine del XII secolo, l'interesse economico del monastero cluniacense si spostò su Cavaglietto ("Villa nova Cavalii Inferioris"), dove acquistò gran parte del territorio.
La chiesa Parrocchiale di San Vittore di Cavaglio Inferiore, come era allora denominato Cavaglietto, è documentata a partire dal XIV secolo.

### Dal Medioevo all'età moderna
L'abitato fu probabilmente interessato dalla peste, come testimoniato dalla Colonna votiva eretta negli anni 1576-1577 nella piazza principale.
Nel 1651 il corpo di colei che si supponeva essere Santa Aurelia venne solennemente trasportato presso la cittadina.
Nel 1744 fu edificato un oratorio dedicato a San Nicolao vescovo di Mira sui ruderi di una torre pre-esistente nella località denominata "Castellazzo", quasi alla sommità di un colle situato ad ovest del centro abitato.
A fine '800, per volontà del Monsignor Luigi Maggiotti, fu eretto l'Asilo Infantile, realizzato su progetto dell'architetto don Ercole Marietti.
Cavaglietto è sempre stato comune autonomo salvo per il periodo compreso fra il 1928 e il 1951, quando il governo fascista lo tramutò in frazione del comune di Cavaglio d'Agogna.

### Simboli
Lo stemma e il gonfalone del Comune di Cavaglietto sono stati concessi con decreto del presidente della Repubblica dell'8 giugno 2007.
Il gonfalone è un drappo di bianco.

## Monumenti e luoghi d'interesse

### Architetture religiose
- Chiesa di San Vittore - costruita intorno al 1590 e rimaneggiata nel 1709, presenta una facciata a capanna con interno a navata unica; comprende un campanile risalente al XVII secolo.
- Monastero di San Pietro (Sec. XI) - nota anche come cascina monastero[9][10], presenta resti degli edifici conventuali di un monastero cluniacense femminile di cui si ha notizia a partire dall'anno 1092; tracce di affreschi dei secoli XV e XVI emergono presso il portale d’accesso da ovest.
- Chiesa di San Grato (Sec. XVI) e Museo permanente del presepe - situata a nord dell'abitato, al suo interno si rinvengono ancora le tracce di un affresco raffigurante la vergine delle Grazie già collocato nella chiesa di San Pietro al Monastero; tra l'8 Dicembre e il 6 Gennaio ospita rappresentazioni della natività sia locali che internazionali.
- Chiesa di Maria Santissima Annunciata (Sec. XVII): situata a sud dell'abitato, verso Novara, presenta una lapide marmorea per ricordare l'illustre filantropo Mons. Maggiotti e le molte sue opere a favore di Cavaglietto.

### Altro
Il palazzo ottocentesco attualmente sede del Municipio, in precedenza ospitava la scuola per l'infanzia "Maggiotti" intitolata al Mons. Luigi Maggiotti, autore di un libro dedicato alla località.

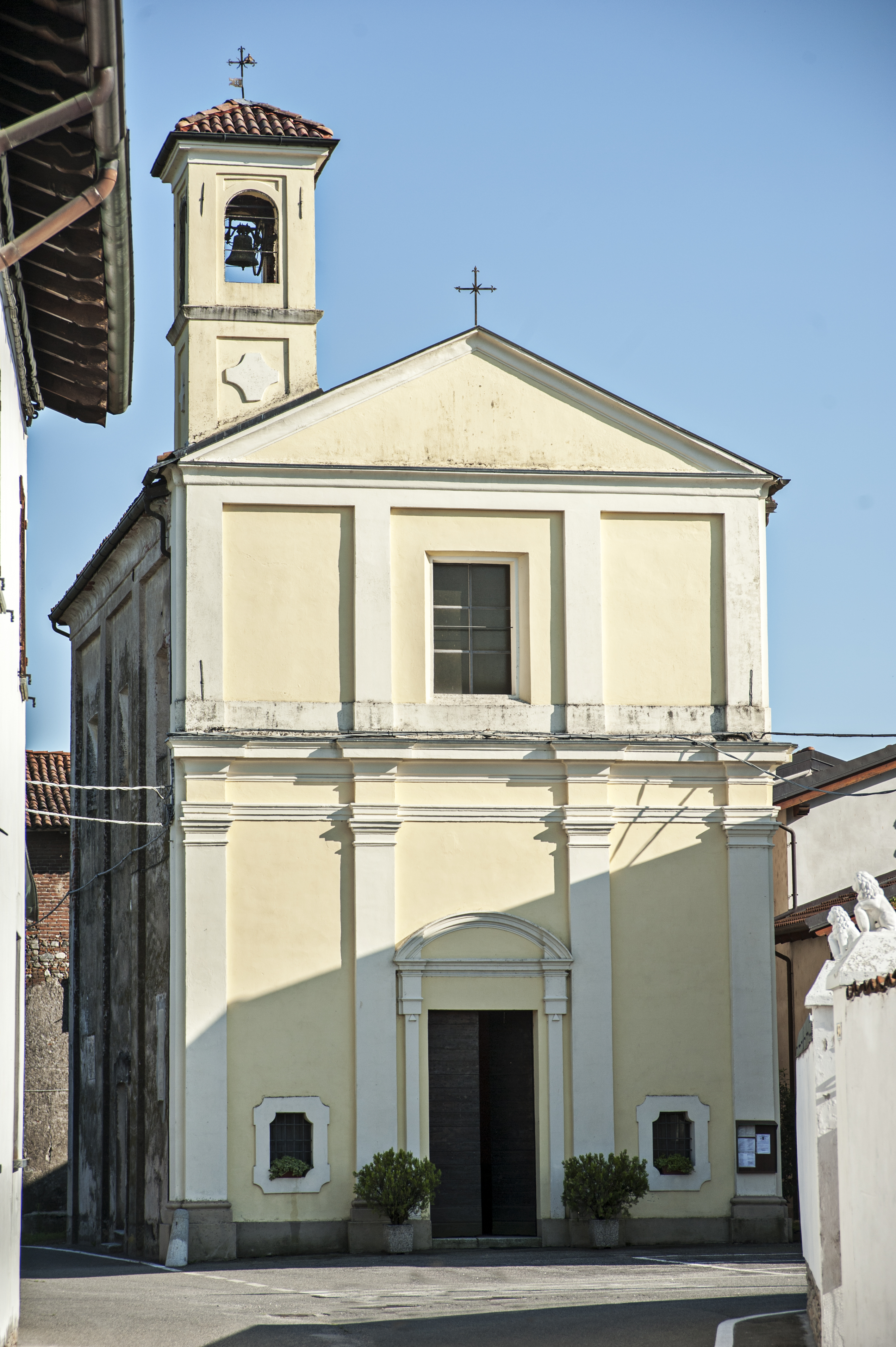
Chiesa di Maria Santissima Annunziata in Cavaglietto
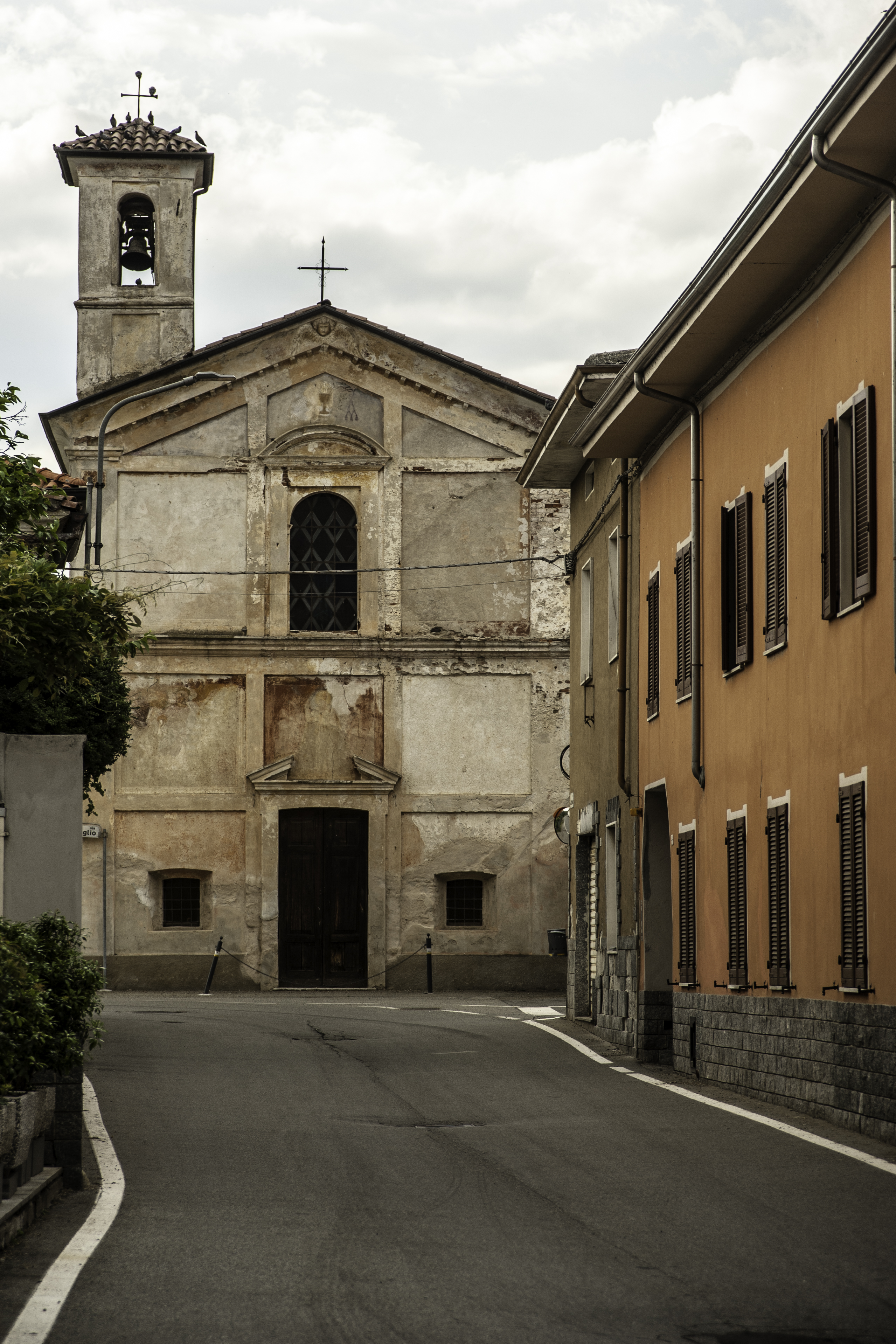
Chiesa di San Grato in Cavaglietto (NO)
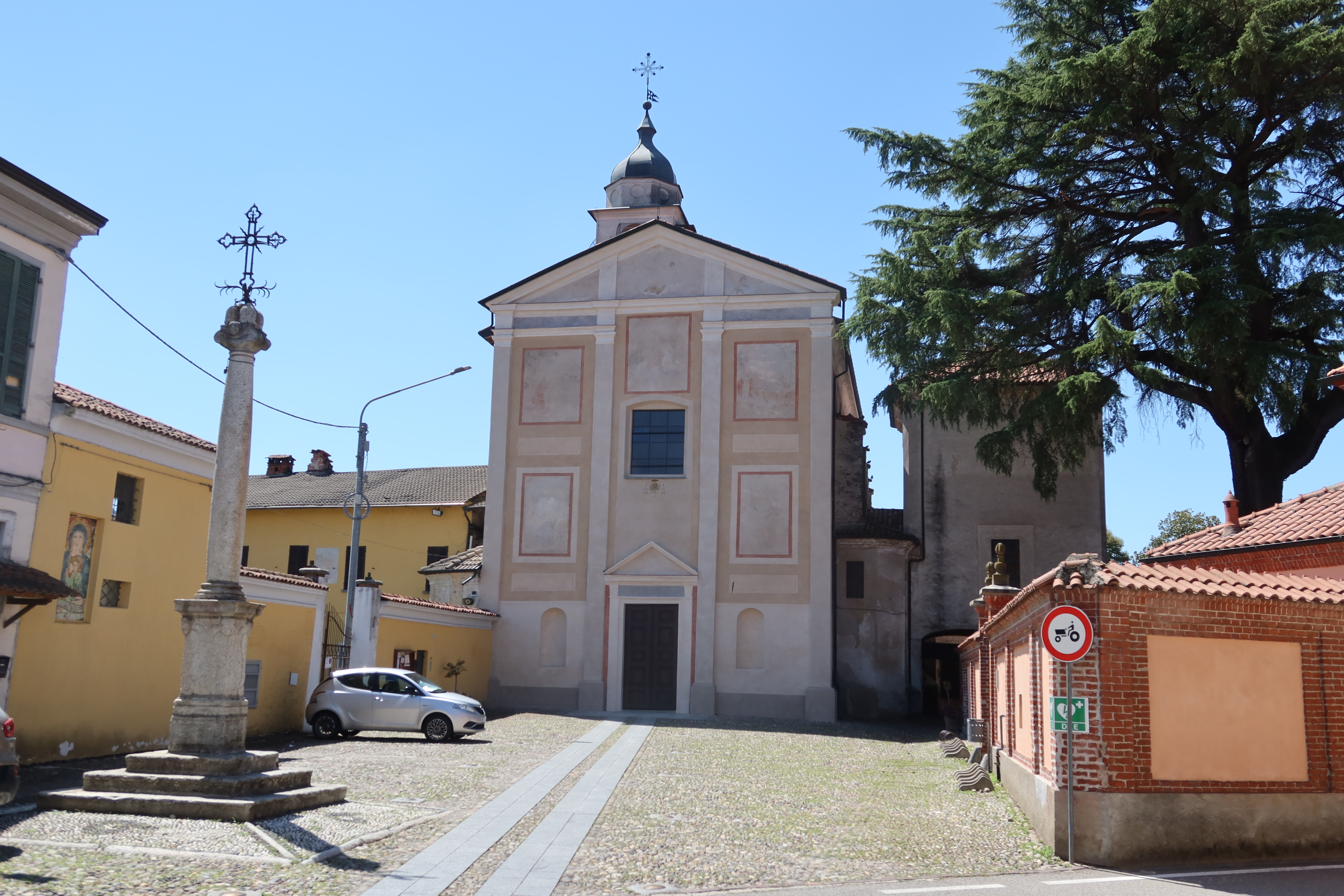
Chiesa di San Vittore in Cavaglietto
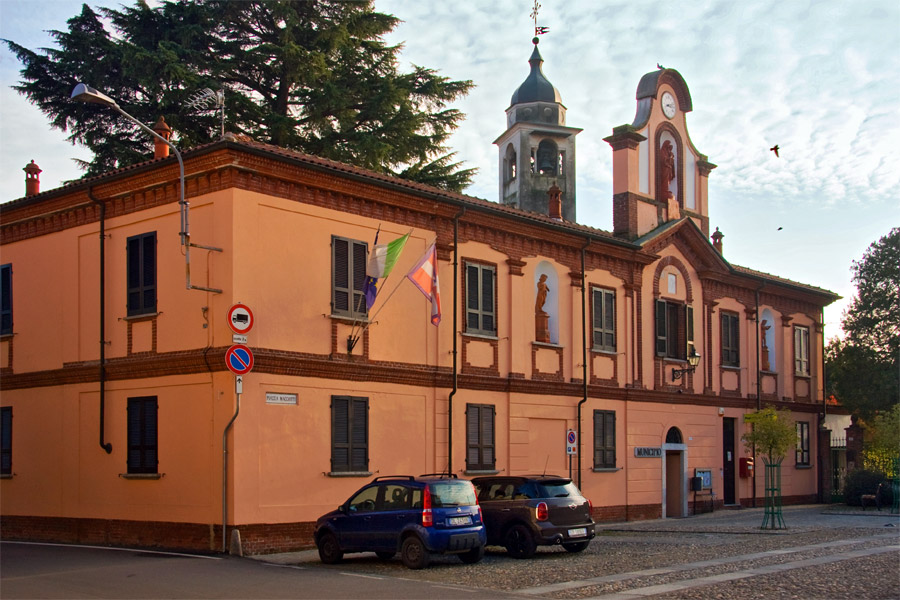
Municipio di Cavaglietto (NO)

## Società

### Evoluzione demografica
Abitanti censiti

## Amministrazione
Di seguito è presentata una tabella relativa alle amministrazioni che si sono succedute in questo comune.
| Periodo        | Periodo        | Primo cittadino  | Partito                                   | Carica  | Note   |
| -------------- | -------------- | ---------------- | ----------------------------------------- | ------- | ------ |
| 23 giugno 1985 | 19 maggio 1990 | Giuseppe Borrini | Partito Socialista Democratico Italiano   | Sindaco | [ 12 ] |
| 19 maggio 1990 | 24 aprile 1995 | Giuseppe Borrini | Partito Socialista Democratico Italiano   | Sindaco | [ 12 ] |
| 24 aprile 1995 | 14 giugno 1999 | Giuseppe Borrini | centro                                    | Sindaco | [ 12 ] |
| 14 giugno 1999 | 14 giugno 2004 | Giuseppe Borrini | centro                                    | Sindaco | [ 12 ] |
| 14 giugno 2004 | 8 giugno 2009  | Tiziano Gnappa   | lista civica                              | Sindaco | [ 12 ] |
| 8 giugno 2009  | 26 maggio 2014 | Tiziano Gnappa   | lista civica                              | Sindaco | [ 12 ] |
| 26 maggio 2014 | 9 giugno 2024  | Laura Lanaro     | lista civica Progettiamo il nostro futuro | Sindaco | [ 12 ] |
| 9 giugno 2024  | in carica      | Tiziano Gnappa   | lista civica                              | Sindaco | [ 12 ] |

## Cultura

### Musei
Museo del presepe - tra l'8 Dicembre e il 6 Gennaio la chiesa di San Grato ospita rappresentazioni della natività sia locali che internazionali.

### Eventi
Nel 2023 l'Accademia Popolare del Gusto di Slow Food ha tenuto un Master of Food sul tema delle birre belghe a cura della Condotta Slow Food delle Colline Novaresi.
La pro loco di Cavaglietto organizza eventi enogastronomici (ad es., la castagnata) e sportivi (circuiti running o nordic walking) circa una o due volte l'anno.
Sul territorio comunale è presente anche il Circolo ACLI che altresì organizza iniziative culturali, molto seguite, con enti del territorio come EMERGENCY, CENTRO ANTIVIOLENZA AREA NORD NOVARESE, LILT NOVARA, NOVARA ARCOBALENO ecc. Si svolgono anche presentazione di libri, giornate in cui l'autore fa conoscere l'opera e entra in contatto con il pubblico. Molto bella anche il CICLOPICO festa sulle arti che si svolge a settembre con live painting, mostre fotografiche, concerti e molto altro.

## Economia
L'economia si basa sull'agricoltura (uva, mais, riso, foraggi), sull'allevamento (bovini, suini), sulla trasformazione dei prodotti agricoli e sulla piccola industria delle materie plastiche.
Il territorio comunale è indicato tra quelli di produzione della D.O.C. Colline Novaresi (vino).
Tra le attività produttive presenti sul territorio spicca come luogo di interesse commerciale la sede di un caseificio dedito alla produzione di gorgonzola D.O.P. e dotato di un punto vendita diretta (correntemente denominato "spaccio aziendale").
Importante nella zona è anche il comparto dell’apicoltura, con il miele, soprattutto quello d’acacia.

## Infrastrutture e trasporti
La parte occidentale del territorio comunale è attraversata dalla strada provinciale SP21 (Solarolo-Barengo-Borgomanero) che a sua volta si dirama dalla SP17 (Ticino-Oleggio-Proh) a sud dell'abitato.
Servizi di autobus collegano la località sia con Borgomanero che con Novara.
A soli 30 km dalla cittadina si trova l'aeroporto internazionale di Milano Malpensa a cui è bel collegata tramite la SS229 (del Lago d'Orta), ad est del comune, che si collega a Nord con la A26 (Genova-Gravellona Toce).
La stazione ferroviaria più prossima è quella del limitrofo comune di Suno, dove transitano i treni della linea Novara-Domodossola.

## Sport
In particolare durante la bella stagione, il territorio comunale è meta degli amanti delle attività all'aria aperta come escursionisti (a piedi, in bicicletta o a cavallo), camperisti e organizzatori di picnic.